# Isak Banér
Isak Banér, född 1662, död 11 november 1713 i Philadelphia, Amerika, var en svensk militär.

## Biografi
Isak Banér föddes 1662. Han var son till Claes Banér och Ebba Sparre. Banér blev fänrik vid Mauritz Vellingks infanteriregemente och 2 oktober 1688 löjtnant vid G. M. Lewenhaipts regemente. Han blev 25 februari 1695 kapten vid Nils Bielkes regemente, 25 februari 1695 major och 1697 löjtnant. Banér blev sedan överste i engelsk tjänst och reste därefter till Amerika. Han avled 1713 i Philadelphia och begravdes i Svedesborgs kyrka vid Penns Neck.

### Familj
Banér gifte sig med Maria Losquette (död 1748), dotter till Paul Losquette. De fick tillsammans barnen Claes Banér (1706–1708), Maria Banér (1708–1746) som var gift med generalmajoren friherre Schering Rosenhane och översten Verner Detlov von Schwerin af Spantekow, kammarherren Gustaf Banér (1710–1792) och kaptenlöjtnanten Paul Banér (1712–1787) vid vid Amiralitetet.